# 愛なのに
『愛なのに』（あいなのに）は、2022年2月25日に公開された日本映画。監督は城定秀夫、主演は瀬戸康史。
古本屋の店主、店主に突然プロポーズする⼥⼦⾼⽣、店主の憧れの⼥性など、⼀⽅通⾏の思いが交錯し、先の読めないラブコメディが描かれる。
キャッチコピーは「真っ直ぐで厄介で、否定できないこの想い。」

## 製作
城定と今泉によるコラボレーション企画「L/R15（えるあーるじゅうご）」。城定と今泉が互いに脚本を提供し、R15+指定のラブストーリーとなる劇場映画を監督する同企画として製作されたもので、本作は「L/R」のうちのLの作品と位置づけられている。
城定は「いまや日本を代表する天才映画監督、今泉力哉氏とのコラボ！……って、こんなヤバい企画誰が考えたのでしょう？」と語り、「プレッシャーで吐きそうになりつつ、自分らしい映画を撮るしかないと思い至ったわけですが、油断すると、自分らしい映画ってなんだ？ 自分とはいったい何者だ？ 」などと「無限問答に陥り、また吐きそうになります。とにもかくにも、頑張っておもしろい映画作ります！」とコメントしている。

## あらすじ
古本屋を営む多田浩司は目立たず静かに暮らしていた。そんなある日のこと店に通っていた女子高生の岬が本を一冊万引きしてしまう。捕まえて優しく理由を聞いてみると「前からあなたが好きだった。結婚して欲しい」と岬から突如、求婚されてしまう。

## キャスト
多田浩司（ただ こうじ）〈30〉
演 - 瀬戸康史
古本屋の店主。店に通う女子高生・岬から突然求婚される。
一花とは昔のバイト仲間で、告白してフラれている。
佐伯一花（さいき いっか）〈27〉
演 - さとうほなみ
多田の憧れの女性。婚約中の亮介との関係に悩んでいる。
矢野岬（やの みさき）〈16〉
演 - 河合優実
多田の店に通う女子高生。多田に前から好きだったと、いきなり求婚する。
若田亮介（わかた りょうすけ）〈33〉
演 - 中島歩
一花を裏切って、美樹と浮気をしている。
熊本美樹（くまもと みき）〈25〉
演 - 向里祐香
ウェディングプランナー。一花の相談に親身に対応する。
岡沼正雄（おかぬま まさお）〈17〉
演 - 丈太郎
岬の同級生。岬に告白して秒でフラれている。
カンタ〈5〉
演 - オセロ
常連猫。白と黒の模様の猫。
広重
演 - 毎熊克哉
多田の友人。
道夫
演 - 岩男海史
多田の友人。
神父
演 - イアン・ムーア
懺悔に来た一花に対応する。
常連客の老人
演 - 飯島大介
少年の父親
演 - 渡辺紘文
息子の鉄棒の練習を応援する。
少年
演 - 小松夢生
鉄棒の練習をしている少年。
岬の父
演 - 守屋文雄
多田の家を訪れ、岬に渡した多田の手紙を差し出し岬との関係を咎める。
岬の母
演 - 佐倉萌
夫と共に岬との関係を咎める。

## スタッフ
- 監督：城定秀夫
- 脚本：今泉力哉、城定秀夫
- エグゼクティブプロデューサー：佐藤現
- プロデューサー：久保和明
- 企画：直井卓俊
- 撮影：渡邊雅紀
- 照明：小川大介
- 録音：松島匡
- 美術：禪洲幸久
- スタイリスト：小宮山芽以
- ヘアメイク：唐澤知子
- 編集：城定秀夫
- 音楽：林魏堂
- 主題歌：みらん「低い飛行機」（felicity/P-VINE RECORDS）
- 助監督：山口雄也
- スチール：柴崎まどか
- キャスティング：伊藤尚哉
- 宣伝美術：寺澤圭太郎
- 助監督：平波亘
- 劇中漫画：岡藤真依
- スチール：柴崎まどか
- キャスティング：伊藤尚哉
- 宣伝美術：寺澤圭太郎
- 製作幹事：東映ビデオ
- 制作プロダクション：レオーネ
- 配給：SPOTTED PRODUCTIONS
- 技術：カラー
- 製作：「愛なのに」フィルムパートナーズ

## 関連作品
- 猫は逃げた - 「L/R15」企画作品。